# NGC 1363
NGC 1363 (другие обозначения — IRAS03324-1000, PGC 13245) — спиральная галактика в созвездии Эридан. Открыта Шербёрном Бёрнхемом в 1877 году с помощью 18.5 дюймового рефракторного телескопа Кларка из обсерватории Деаборн (Dearborn Observatory). Вильгельм Темпель независимо открыл эту галактику около 1880 года, а Льюис Свифт повторил это в 1886 году. NGC 1363 образует близкую пару с NGC 1364, однако последняя была открыта лишь в 1886 году Франком Мюллером.
Описание Дрейера: «очень тусклый, маленький объект круглой формы, в 3,5' к юго-западу расположена звезда 7-й величины, сам объект юго-западный из двух», под вторым объектом подразумевается NGC 1364.
Этот объект входит в число перечисленных в оригинальной редакции «Нового общего каталога».